# Socioacusia
Socioacusia és l'exposició normal a sorolls de caràcter social, com el soroll del trànsit o el bullici propi de les grans ciutats. L'adaptació al soroll a nivell "intel·lectual i no a nivell de l'òrgan (habituació).
El concepte com a tal contempla una població real no exposada a sorolls laborals, però representativa d'una determinada societat, zona geogràfica i sense antecedents de malalties.
S'estima que un terç de la població mundial i el 75% dels habitants de ciutats industrialitzades pateixen algun grau de sordesa o pèrdua auditiva causada per exposició a sons d'alta intensitat.